# Sonja Fuss
Sonja Fuss, född den 5 november 1978 i Bonn i Tyskland, är en tysk fotbollsspelare. Vid fotbollsturneringen under OS 2004 i Aten deltog hon i det tyska lag som tog brons. 